# Galway Girl
〈Galway Girl〉은 영국의 싱어송라이터 에드 시런의 노래이다. 이 곡은 시런과 아일랜드의 포크 밴드 베오가 합작한 곡으로, 아일랜드 포크 음악의 영향을 많이 받았다. 2017년 3월 17일 성 패트릭의 날, 시런은 2017년 음반 《÷》의 세 번째 싱글로 이 노래를 발표했고, 가사 비디오도 곁들였다.
이 곡은 전 세계 31개국의 차트에 진입했다. 아일랜드, 아이슬란드, 슬로베니아, 슬로바키아 차트 1위, 영국, 호주, 벨기에, 덴마크, 폴란드 차트 2위, 독일, 헝가리, 멕시코, 네덜란드, 노르웨이, 스웨덴 차트 5위까지 올랐다.
〈Galway Girl〉은 벨기에, 덴마크, 슬로베니아, 영국의 상위 5개국, 호주, 오스트리아, 독일, 뉴질랜드, 스웨덴, 헝가리, 이탈리아, 폴란드, 스위스 등 17개국의 연말 톱 싱글 차트에 포함되었다.
이 곡은 13개국에서 플래티넘 또는 멀티 플래티넘 인증을 받았다.

## 배경
시런은 아일랜드 밴드 베오가와 함께 〈Galway Girl〉을 작사, 작곡하고 녹음했다. 이 곡은 베오가의 음반 《How to Tune a Fish》 (2011년)의 곡 〈Minute 5〉의 일부를 통합했다. 그들은 그의 집에서 함께 다른 노래를 끝내고 자유 시간을 가진 후에 그 노래를 쓰기로 결정했다.
비츠 1의 제인 로우와의 인터뷰에서 시런은 다음과 같이 말했다.
이 노래는 포이, 조니, 에이미랑 같이 만들었어요. 우리는 서퍽주에서 녹음을 하고 있었고, 정원에 앉아 있었는데, 아일랜드 포크 밴드인 베오가가 와서 다른 노래들을 녹음했습니다. 그래서 저는 이렇게 생각했습니다. 베오가는 2, 3일 동안 여기에 있을 것입니다. 그들을 낭비하는 것은 부끄러운 일입니다. 다른 곡을 써볼까요? 베오가 나와서 좀 해보려고 했는데, 어디로 가야 할지 몰랐습니다. 하지만 그들은 Minute 5라는 노래를 가지고 있는데, 그것은 리프입니다. 그래서 저는 "그걸 입어볼 수 있나요?"라고 말했죠. 그리고 그들은 그렇게 했고, 그것은 훌륭하게 들렸습니다. 그래서 우리는 그냥 그것을 지켰습니다.

시런은 《아이리시 타임스》와의 인터뷰에서 "그녀는 아일랜드 밴드에서 바이올린을 연주했다"는 곡의 첫 구절은 베오가의 니암 던에서 영감을 받았다고 말했다. 그러나, 이 곡의 나머지는 특별히 누구의 이야기도 아닌 꾸며낸 것이다(던네는 리머릭주 출신으로 아일랜드인과 결혼했고 시런은 영국인이지만 아일랜드계 혈통이다).

## 상업적 성과
이 곡은 음반 발매에서 다운로드가 가능해졌을 때 〈Shape of You〉에 이어 영국 싱글 차트에 2위로 진입했다. 2017년 9월 현재 이 곡은 영국에서 총 120만 장이 판매되었으며, 실제 판매량은 24만 6천 장, 스트림 수는 95만 장이다.
아일랜드에서는 싱글 차트에서 1위로 데뷔했다. 또한 스코틀랜드와 슬로베니아에서 차트 1위에 올랐다. 미국에서 이 곡은 53위로 정점을 찍었고, 2017년 10월 기준으로 210,813장이 팔렸다.

## 곡 목록
- 디지털 다운로드[14]

1. "Galway Girl" – 2:50

- 디지털 다운로드 – 마르틴 옌센 리믹스[14][15]

1. "Galway Girl" (Martin Jensen remix) – 3:16

## 인증
| 국가                                                             | 인증        | 판매량/출하량 |
| ---------------------------------------------------------------- | ----------- | ------------- |
| 오스트레일리아 (ARIA)                                            | 8× 플래티넘 | 560,000       |
| 오스트리아 (IFPI 오스트리아)                                     | 플래티넘    | 30,000        |
| 벨기에 (BEA)                                                     | 2× 플래티넘 | 40,000        |
| 캐나다 (뮤직 캐나다)                                             | 5× 플래티넘 | 400,000       |
| 덴마크 (IFPI Danmark)                                            | 3× 플래티넘 | 270,000       |
| 프랑스 (SNEP)                                                    | 플래티넘    | 133,333       |
| 독일 (BVMI)                                                      | 2× 플래티넘 | 800,000       |
| 이탈리아 (FIMI)                                                  | 4× 플래티넘 | 200,000       |
| 뉴질랜드 (RMNZ)                                                  | 2× 플래티넘 | 60,000        |
| 폴란드 (ZPAV)                                                    | 다이아몬드  | 250,000       |
| 포르투갈 (AFP)                                                   | 2× 플래티넘 | 20,000        |
| 스페인 (PROMUSICAE)                                              | 플래티넘    | 40,000        |
| 스웨덴 (GLF)                                                     | 3× 플래티넘 | 120,000       |
| 스위스 (IFPI 스위스)                                             | 2× 플래티넘 | 40,000        |
| 영국 (BPI)                                                       | 4× 플래티넘 | 2,400,000     |
| 미국 (RIAA)                                                      | 2× 플래티넘 | 2,000,000     |
| 요약                                                             |             |               |
| 일본 (RIAJ)                                                      | 골드        | 50,000,000    |
| 판매량+스트리밍을 기반으로 한 인증 · 스트리밍을 기반으로 한 인증 |             |               |